# MTV Europe Music Awards 2011
19. gala rozdania nagród MTV Europe Music Awards odbyła się 6 listopada 2011 na hali Odyssey w stolicy Irlandii Północnej, Belfaście. Zostały na niej wręczone przez MTV Europe nagrody na przemysł muzyczny w ostatnim roku. Galę poprowadziła aktorka i piosenkarka Selena Gomez. W standardowych kategoriach nominowano głównie wykonawców amerykańskich, oprócz tego – tradycyjnie – z każdego z europejskich krajów posiadających własny oddział MTV wybrano jednego reprezentanta, następnie zaś spośród ponad dwudziestki wybrano jednego zwycięzcę. Nowością w stosunku do wcześniejszych gal EMA jest kategoria najlepszy wykonawca światowy, w której nominowano reprezentanci pięciu regionów kuli ziemskiej.
19 września ogłoszono nominacje, które zdominowali Lady Gaga (6), Katy Perry i Bruno Mars (po 5). Najwięcej nagród zdobyła Lady Gaga (4), która triumfowała m.in. w najważniejszych kategoriach – najlepsza piosenka, najlepszy teledysk i najlepsza wokalistka. Podczas gali wystąpili m.in.: zespół Queen z Adamem Lambertem, Lady Gaga, Justin Bieber i Red Hot Chili Peppers.

## Nominacje główne
Nominacje ogłoszono 19 września 2011. Zwycięzcy zostali ogłoszeni 6 listopada na gali wręczenia nagród.
| Najlepsza piosenka | Najlepszy teledysk |
| --- | --- |
| - Lady Gaga – „Born This Way” - Adele – „Rolling in the Deep” - Jennifer Lopez (featuring Pitbull) – „On the Floor” - Bruno Mars – „Grenade” - Katy Perry – „Firework”         | - Lady Gaga – „Born This Way” - Adele – „Rolling in the Deep” - Beastie Boys – „Make Some Noise” - Beyoncé – „Run the World (Girls)” - Justice – „Civilization” |
| Wokalistka roku | Wokalista roku |
| - Lady Gaga - Adele - Beyoncé - Jennifer Lopez - Katy Perry | - Justin Bieber - Eminem - David Guetta - Bruno Mars - Kanye West                                                                                               |
| Najlepszy wykonawca popowy | Najlepszy wykonawca rockowy |
| - Justin Bieber - Lady Gaga - Katy Perry - Rihanna - Britney Spears | - Linkin Park - Coldplay - Foo Fighters - Kings of Leon - Red Hot Chili Peppers                                                                                 |
| Najlepszy wykonawca alternatywny | Najlepszy wykonawca hip-hopowy |
| - 30 Seconds to Mars - Arcade Fire - Arctic Monkeys - My Chemical Romance - The Strokes                                                                                        | - Eminem - Jay-Z & Kanye West - Lil Wayne - Pitbull - Snoop Dogg                                                                                                |
| Najlepszy debiut | Najlepszy występ na żywo |
| - Bruno Mars - Far East Movement - Jessie J - LMFAO - Wiz Khalifa | - Katy Perry - Coldplay - Foo Fighters - Lady Gaga - Red Hot Chili Peppers                                                                                      |
| Najlepszy wykonawca MTV World Stage | Najlepszy wykonawca MTV Push |
| - 30 Seconds to Mars - Arcade Fire - Black Eyed Peas - Diddy – Dirty Money - Enrique Iglesias - Kings of Leon - Linkin Park - My Chemical Romance - Ozzy Osbourne - Snoop Dogg | - Bruno Mars - Big Time Rush - Far East Movement - Jessie J - Alexis Jordan - Katy B - LMFAO - Neon Trees - Theophilius London - Wiz Khalifa                    |
| Najlepszy wykonawca światowy | Najwięksi fani |
| - Big Bang - Abdelfattah Grini - Lena - Restart - Britney Spears | - Lady Gaga - 30 Seconds to Mars - Justin Bieber - Selena Gomez - Paramore                                                                                      |
| Globalna ikona | MTV Voices |
| - Queen | - Justin Bieber |

### Najlepszy wykonawca światowy
| Afryka, Bliski Wschód i Indie | Azja i Pacyfik                                                                                                 |
| --- | --- |
| - Abdelfattah Grini - Black Coffee - Cabo Snoop - Fally Ipupa - Scribe - Wizkid | - Big Bang - Agnes Monica - Exile - Gotye - Jane Zhang - Jay Chou - Sia                                        |
| Europa | Ameryka Łacińska                                                                                               |
| - Lena - Adele - Mark F. Angelo featuring Shaya - Auera - Compact Disco - Atiye Deniz - DEUS - Eva & The Heartmaker - Ewa Farna - La Fouine - Gimma - Dubioza Kolektiv - Medina - Modà - Nyusha - Ben Saunders - Russian Red - Sirena - Alexandra Stan - Charlie Straight - Swedish House Mafia - Lauri Ylönen - The Young Professionals | - Restart - Ádammo - Babasónicos - Belanova - Calle 13 - Don Tetto - No Te Va Gustar - Panda - Seu Jorge - Zoé |
| - Lena - Adele - Mark F. Angelo featuring Shaya - Auera - Compact Disco - Atiye Deniz - DEUS - Eva & The Heartmaker - Ewa Farna - La Fouine - Gimma - Dubioza Kolektiv - Medina - Modà - Nyusha - Ben Saunders - Russian Red - Sirena - Alexandra Stan - Charlie Straight - Swedish House Mafia - Lauri Ylönen - The Young Professionals | Ameryka Północna                                                                                               |
| - Lena - Adele - Mark F. Angelo featuring Shaya - Auera - Compact Disco - Atiye Deniz - DEUS - Eva & The Heartmaker - Ewa Farna - La Fouine - Gimma - Dubioza Kolektiv - Medina - Modà - Nyusha - Ben Saunders - Russian Red - Sirena - Alexandra Stan - Charlie Straight - Swedish House Mafia - Lauri Ylönen - The Young Professionals | - Britney Spears - Beyoncé - Bruno Mars - Foo Fighters - Justin Bieber - Katy Perry - Lady Gaga - Lil Wayne    |

## Nominacje regionalne

### Najlepszy brytyjski i irlandzki wykonawca
- Adele
- Coldplay
- Florence and the Machine
- Jessie J
- Kasabian

### Najlepszy duński wykonawca
- L.O.C.
- Medina
- Nik & Jay
- Rasmus Seebach
- Rune RK

### Najlepszy fiński wykonawca
- Anna Abreu
- Children of Bodom
- Haloo Helsinki!
- Lauri Ylönen
- Sunrise Avenue

### Najlepszy niemiecki wykonawca
- Beatsteaks
- Clueso
- Culcha Candela
- Frida Gold
- Lena

### Najlepszy norweski wykonawca
- Erik og Kriss
- Eva & The Heartmaker
- Jaa9 & OnklP
- Jarle Bernhoft
- Madcon

### Najlepszy szwedzki wykonawca
- Eric Amarillo
- Mohombi
- Robyn
- Swedish House Mafia
- Veronica Maggio

### Najlepszy włoski wykonawca
- Fabri Fibra
- Jovanotti
- Modà
- Negramaro
- Verdena

### Najlepszy holenderski wykonawca
- Afrojack
- Baskervilles
- Ben Saunders
- De Jeugd van Tegenwoordig
- Go Back to the Zoo

### Najlepszy belgijski wykonawca
- DEUS
- Goose
- Stromae
- The Subs
- Triggerfinger

### Najlepszy francuski wykonawca
- Ben l'Oncle Soul
- David Guetta
- La Fouine
- Martin Solveig
- Soprano

### Najlepszy polski wykonawca
- Afromental
- Doda
- Ewa Farna
- Monika Brodka
- Myslovitz

### Najlepszy hiszpański wykonawca
- El Pescao
- Nach
- Russian Red
- Vetusta Morla
- Zenttric

### Najlepszy rosyjski wykonawca
- Gradusi
- Kasta
- Machete
- Nyusha
- Timati

### Najlepszy rumuński wykonawca
- Alexandra Stan
- Fly Project
- Guess Who
- Puya
- Smiley

### Najlepszy portugalski wykonawca
- Amor Electro
- Aurea
- Diego Miranda
- Expensive Soul
- The Gift

### Najlepszy adriatycki wykonawca
- Dubioza kolektiv
- Hladno pivo
- Magnifico
- S.A.R.S.
- SevdahBABY

### Najlepszy węgierski wykonawca
- Bin Jip
- Compact Disco
- Fish!
- Punnany Massif
- The Carbonfools

### Najlepszy turecki wykonawca
- Atiye Deniz
- Cartel
- Duman
- Haradise
- Mor Ve Ötesi

### Najlepszy ukraiński wykonawca
- Jamala
- Ivan Dorn
- Kazaky
- Max Barskih
- Sirena

### Najlepszy grecki wykonawca
- Κokkina Xalia
- Mark F. Angelo featuring Shaya
- Melisses
- Onirama
- Panos Mouzourakis featuring Kostis Maraveyas

### Najlepszy izraelski wykonawca
- Izabo
- Liran Danino
- Sarit Hadad
- The Walking Man
- The Young Professionals

### Najlepszy szwajcarski wykonawca
- Adrian Stern
- Baschi
- Gimma
- Myron
- TinkaBelle

### Najlepszy czeski i słowacki wykonawca
- Ben Cristovao
- Charlie Straight
- Debbi
- PSH
- Rytmus

## Wykonawcy

### Pre-show
- Jason Derülo – „It Girl"/"In My Head"

### Główne show
- Coldplay – „Every Teardrop Is a Waterfall”
- LMFAO featuring Lauren Bennett & GoonRock – „Party Rock Anthem”
- Bruno Mars – „Marry You”
- Jessie J – „Price Tag”
- Red Hot Chili Peppers – „The Adventures of Rain Dance Maggie”
- Lady Gaga – „Marry the Night”
- Selena Gomez & the Scene – „Hit the Lights”
- Snow Patrol – „Called Out in the Dark”
- Justin Bieber – „Mistletoe"/"Never Say Never”
- David Guetta featuring Taio Cruz, Ludacris & Jessie J – „Sweat (David Guetta Remix)”/"Little Bad Girl”/"Without You””
- Queen & Adam Lambert – „The Show Must Go On / We Will Rock You / We Are the Champions”

### Internetowe show
- Snow Patrol – „This Isn't Everything You Are”
- Jason Derülo – „Don't Wanna Go Home"

## Prezenterzy
- Louise Roe i Tim Kash – prowadzenie transmisji z czerwonego dywanu
- Jennifer Farley i Nicole Polizzi – prezentacja nagrody w kategorii najlepszy występ na żywo
- David Hasselhoff – prezentacja nagrody w kategorii najlepsza wokalistka
- Katy Perry – prezentacja nagrody w kategorii globalna ikona
- Ashley Rickards i Sheamus – prezentacja nagrody w kategorii najlepszy wokalista
- Amy Lee – zapowiedź występu Red Hot Chili Peppers
- Jeremy Scott i From Above – prezentacja nagrody w kategorii najlepszy debiut
- Hayden Panettiere – prezentacja nagrody w kategorii najlepsza piosenka
- Jessie J – zapowiedź prezentacji wideo w hołdzie dla Amy Winehouse
- Bar Refa’eli i Irina Shayk – prezentacja nagrody w kategorii najlepszy teledysk